# Luis Bogdanic Bassi
Luis Alejandro Bogdanic Bassi (Chañaral, 21 de junio de 1922 - Copiapó, 20 de julio de 2007) fue un político liberal chileno, intendente de la provincia de  Atacama en 1962.

## Biografía
Nació en Chañaral en junio de 1922, hijo de Nicolás Bogdanic Damjanic y Margarita Bassi Hubekc, y en noviembre del mismo año su familia se trasladó a Copiapó producto del terremoto que afectó a la zona. Realizó sus estudios en la escuela de Punta Negra y el Liceo de Hombres de Copiapó. En 1943 se casó con Aída Caminada Godoy, con quien tuvo cuatro hijos: Gonzalo, Luis, Jorge y Ana María.
Ingresó al Partido Liberal en 1947 y trabajó en las oficinas del Ministerio de Agricultura en Copiapó hasta 1962. En abril de 1962 fue designado Intendente de la Provincia de Atacama, desempeñándose en dicho cargo hasta noviembre de 1964. También fue miembro de la Sociedad de Agricultores y Socorros Mutuos del Pueblo de San Fernando.
En las elecciones municipales de 1967 fue elegido regidor de la Municipalidad de Copiapó en representación del Partido Nacional, desempeñándose como alcalde subrogante en algunas ocasiones. En 1969 fue candidato a diputado por la Provincia de Atacama, no resultando electo.
Al momento de su candidatura senatorial en 1989, Bogdanic se desempeñaba como presidente regional del nuevo Partido Liberal para la Región de Atacama. En la elección parlamentaria no resultó elegido, situación que se repitió en las elecciones municipales de 1992 cuando intentó postular al concejo copiapino.
Falleció el 20 de julio de 2007 en Copiapó producto de un paro cardiorrespiratorio. Fue sepultado en el Cementerio Parque Copiapó.

## Historial electoral

### Elecciones parlamentarias de 1969
- Elecciones parlamentarias de 1969 - Diputados para la 3ª Agrupación Departamental (Chañaral-Huasco-Freirina-Copiapó)[5]

| Candidato                                 | Partido | Votos | % | Resultado |
| ----------------------------------------- | ------- | ----- | - | --------- |
| Luis Bogdanic Bassi                       | PN      | 2569  |   |           |
| Violeta Villanueva Hormazábal             | PN      | 77    |   |           |
| Juan López Torres                         | PCCh    | 4190  |   |           |
| Benito Tapia Tapia                        | PCCh    | 3801  |   |           |
| Namberto Aguilera Álvarez                 | PADENA  | 154   |   |           |
| Diego Godoy Órdenes                       | PADENA  | 69    |   |           |
| Pedro Roberto González                    | USOPO   | 270   |   |           |
| Manuel Magalhaes Medling                  | PR      | 7929  |   | Diputado  |
| Fernando Melo Burton                      | PR      | 553   |   |           |
| Sergio Infante Roldán                     | PS      | 7311  |   |           |
| Carlos Arriagada Hurtado                  | PS      | 314   |   |           |
| Raúl Barrionuevo Barrionuevo              | PDC     | 8193  |   | Diputado  |
| Oriel Álvarez Gómez                       | PDC     | 1910  |   |           |
| Fuente: Dirección del Registro Electoral. |         |       |   |           |

### Elecciones parlamentarias de 1989
- Elecciones parlamentarias de 1989 a Senador por Atacama [7]

| Candidato               | Pacto                           | Partido | Votos  | %     | Resultado |
| ----------------------- | ------------------------------- | ------- | ------ | ----- | --------- |
| Ricardo Núñez Muñoz     | Concertación por la Democracia  | PPD     | 36.295 | 33,38 | Senador   |
| Adolfo Zaldívar Larrain | Concertación por la Democracia  | PDC     | 30.933 | 28,44 |           |
| Ignacio Pérez Walker    | Democracia y Progreso           | RN      | 24.147 | 22,20 | Senador   |
| Jonás Gómez Gallo       | Democracia y Progreso           | Ind.    | 12.131 | 11,16 |           |
| Luis Bogdanic Bassi     | Liberal-Socialista Chileno      | PL      | 2.669  | 2,45  |           |
| Elías Óscar Nehme Cerda | Independientes (Fuera de Pacto) | Ind.    | 2.574  | 2,37  |           |

### Elecciones municipales de 1992
- Elecciones municipales de 1992 para la comuna de Copiapó.[8]

| Candidato                    | Pacto                          | Partido       | Votos | %      | Resultado |
| ---------------------------- | ------------------------------ | ------------- | ----- | ------ | --------- |
| René Funes Montaner          | Concertación por la Democracia | DC            | 4.860 | 11,29% | Concejal  |
| Carmen Edith Daher Alcayaga  | Concertación por la Democracia | PDC           | 1.174 | 2,73%  |           |
| Antonino Prado Castro        | Concertación por la Democracia | PR            | 3.003 | 6,97%  |           |
| Marcos López Rivera          | Concertación por la Democracia | PS            | 5.182 | 12,03% | Concejal  |
| Leonardo Hagel Arredondo     | Concertación por la Democracia | PS            | 4,623 | 10,73% | Concejal  |
| Mónica Calcutta Stormenzan   | Concertación por la Democracia | PPD           | 4.363 | 10,13% | Alcaldesa |
| Jorge Francisco Godoy Molina | Partido Comunista              | PC            | 1.915 | 4,45%  |           |
| Mario Hernán Yáñez Marín     | Partido Comunista              | PC            | 1.287 | 2,99%  |           |
| Antonio Jesús Orellana Acuña | Partido Comunista              | PC            | 468   | 1,09%  |           |
| Luis Rubén Orrego Salinas    | Partido Comunista              | PC            | 432   | 1,00%  |           |
| Abel Héctor Piñones Pizarro  | Partido Comunista              | PC            | 251   | 0,58%  |           |
| José Daniel Peña Pérez       | Partido Comunista              | PC            | 291   | 0,68%  |           |
| Luis Bogdanic Bassi          | Partido Liberal                | PL            | 314   | 0,73%  |           |
| Luis Borgna Molina           | Partido Liberal                | PL            | 65    | 0,15%  |           |
| Carlos Porcile Valenzuela    | Participación y Progreso       | RN            | 4.560 | 10,59% | Concejal  |
| Carlos Jesús Zuleta          | Participación y Progreso       | RN            | 921   | 2,14%  |           |
| María Lidia Muñoz Cortés     | Participación y Progreso       | Independiente | 821   | 1,91%  |           |
| Fernando Cabib Cabib         | Participación y Progreso       | UDI           | 3.541 | 8,22%  | Concejal  |
| Doris Nieto Robles           | Participación y Progreso       | UDI           | 2.218 | 5,15%  |           |
| Hernán Cood Yáñez            | Participación y Progreso       | UDI           | 186   | 0,43%  |           |
| Demetrio Benavente Molina    | Unión de Centro Centro         | UCC           | 570   | 1,32%  |           |
| Raúl Tabilo Olguín           | Unión de Centro Centro         | UCC           | 506   | 1,17%  |           |
| John Horsley Brito           | Unión de Centro Centro         | UCC           | 873   | 2,03%  |           |
| Eduardo Bown Rivera          | Unión de Centro Centro         | UCC           | 336   | 0,78%  |           |
| Federico Volio Toledo        | Unión de Centro Centro         | UCC           | 305   | 0,71%  |           |